# Občina Trebnje

Občina Trebnje - Jihovýchodní slovinský region

Občina Trebnje je jednou z 212 občin ve Slovinsku. Rozkládá se v Jihovýchodním slovinském regionu a je jednou z 21 občin tohoto regionu. Její rozloha je 163,3 km² a v lednu 2014 [zdroj?] zde žilo 12 063 [zdroj?] obyvatel. Správním centrem občiny je město Trebnje. V občině je celkem 131 sídel.[zdroj?].
Občina Trebnje je podle počtu obyvatel čtvrtou největší občinou v regionu, podle rozlohy pak pátou největší občinou regionu.[zdroj?]

## Poloha, popis
Sousedními občinami jsou: Šmartno pri Litiji a Litija na severu, Mirna na severovýchodě, Mokronog-Trebelno na východě, Mirna Peč na jihovýchodě, Žužemberk na jihu, Ivančna Gorica na západě.
Územím občiny prochází ve směru od západu na východ dálnice A2. V občině jsou na dálnici tři výjezdy - č.22, 23 a 24. Občinou také prochází železniční trať z Ivančne Gorice do Novo mesta. V Trebnje je odbočka do Sevnice a odtud do města Krško nebo Celje.

## Vesnice a města v občině
Arčelca, Artmanja vas, Babna Gora, Belšinja vas, Benečija, Bič, Blato, Breza, Cesta, Dečja vas, Dobrava, Dobravica pri Velikem Gabru, Dobrnič, Dol pri Trebnjem, Dolenja Dobrava, Dolenja Nemška vas, Dolenja vas pri Čatežu, Dolenje Kamenje pri Dobrniču, Dolenje Medvedje Selo, Dolenje Ponikve, Dolenje Selce, Dolenji Podboršt pri Trebnjem, Dolenji Podšumberk, Dolenji Vrh, Dolga Njiva pri Šentlovrencu, Dolnje Prapreče, Čatež, Češnjevek, Goljek, Gombišče, Gorenja Dobrava, Gorenja Nemška vas, Gorenja vas pri Čatežu, Gorenja vas, Gorenje Kamenje pri Dobrniču, Gorenje Medvedje selo, Gorenje Ponikve, Gorenje Selce, Gorenji Podboršt pri Veliki Loki, Gorenji Podšumberk, Gorenji Vrh pri Dobrniču, Gorica na Medvedjeku, Gornje Prapreče, Gradišče pri Trebnjem, Grič pri Trebnjem, Grm, Grmada, Hudeje, Iglenik pri Veliki Loki, Jezero, Kamni Potok, Knežja vas, Korenitka, Korita, Kriška Reber, Križ, Krtina, Krušni Vrh, Kukenberk, Lipnik, Lisec, Log pri Žužemberku, Lokve pri Dobrniču, Lukovek, Luža, Mačji Dol, Mačkovec, Mala Loka, Mala Ševnica, Male Dole pri Stehanji vasi, Mali Gaber, Mali Videm, Martinja vas, Medvedjek, Meglenik, Mrzla Luža, Muhabran, Občine, Odrga, Orlaka, Pekel, Pluska, Podlisec, Potok, Preska pri Dobrniču, Primštal, Pristavica pri Velikem Gabru, Račje selo, Razbore, Rdeči Kal, Repče, Replje, Reva, Rihpovec, Rodine pri Trebnjem, Roje pri Čatežu, Roženpelj, Rožni Vrh, Sejenice, Sela pri Šumberku, Stehanja vas, Stranje pri Dobrniču, Stranje pri Velikem Gabru, Studenec, Svetinja, Šahovec, Šentlovrenc, Škovec, Šmaver, Štefan pri Trebnjem, Trebanjski Vrh, Trebnje, Trnje, Vavpča vas pri Dobrniču, Vejar, Velika Loka, Velika Ševnica, Velike Dole, Veliki Gaber, Veliki Videm, Volčja Jama, Vrbovec, Vrhovo pri Šentlovrencu, Vrhtrebnje, Vrtače, Zagorica pri Dobrniču, Zagorica pri Čatežu, Zagorica pri Velikem Gabru, Zavrh, Zidani Most, Žabjek, Železno, Žubina.